# Brésil aux Jeux olympiques d'hiver de 2022
La participation du Brésil est attendue aux Jeux olympiques d'hiver de 2022 à Pékin en Chine où le pays présente 10 athlètes, dans cinq sports différents.

## Athlètes engagés
Aux Jeux olympiques d'hiver de 2022, les athlètes de l'équipe du Brésil participent aux épreuves suivantes : 
| Sport           | Hommes | Femmes | Total |
| --------------- | ------ | ------ | ----- |
| Bobsleigh       | 4      | 0      | 4     |
| Skeleton        | 0      | 1      | 1     |
| Ski acrobatique | 0      | 1      | 1     |
| Ski alpin       | 1      | 0      | 1     |
| Ski de fond     | 1      | 2      | 3     |
| Total           | 6      | 4      | 10    |

## Résultats

### Bobsleigh
| Athlètes * : pilote                                                                | Épreuve      | Course 1     | Course 1 | Course 2     | Course 2 | Course 3     | Course 3 | Course 4      | Course 4      | Total         | Total |
| Athlètes * : pilote                                                                | Épreuve      | Temps        | Rang     | Temps        | Rang     | Temps        | Rang     | Temps         | Rang          | Temps         | Rang  |
| ---------------------------------------------------------------------------------- | ------------ | ------------ | -------- | ------------ | -------- | ------------ | -------- | ------------- | ------------- | ------------- | ----- |
| Édson Bindilatti* Edson Martins                                                    | Bob à deux   | 1 min 1 s 11 | 29e      | 1 min 1 s 36 | 29e      | 1 min 1 s 34 | 29e      | Non qualifiés | Non qualifiés | 3 min 3 s 81  | 29e   |
| Édson Bindilatti* Erick Gilson Vianna Jeronimo Edson Martins Rafael Souza da Silva | Bob à quatre | 59 s 49      | 20e      | 59 s 60      | 16e      | 59 s 78      | 23e      | 59 s 61       | 16e           | 3 min 58 s 48 | 20e   |

### Skeleton
| Athlètes        | Épreuve | Course 1     | Course 1 | Course 2     | Course 2 | Course 3     | Course 3 | Course 4     | Course 4 | Total         | Total |
| Athlètes        | Épreuve | Temps        | Rang     | Temps        | Rang     | Temps        | Rang     | Temps        | Rang     | Temps         | Rang  |
| --------------- | ------- | ------------ | -------- | ------------ | -------- | ------------ | -------- | ------------ | -------- | ------------- | ----- |
| Nicole Silveira | Femmes  | 1 min 2 s 58 | 12e      | 1 min 2 s 95 | 13e      | 1 min 2 s 55 | 17e      | 1 min 2 s 40 | 13e      | 4 min 10 s 48 | 13e   |

### Ski acrobatique
| Athlète      | Épreuve | Qualification | Qualification | Qualification | Qualification | Finale   | Finale   | Finale   | Finale   | Finale   | Finale   |
| Athlète      | Épreuve | Course 1      | Course 1      | Course 2      | Course 2      | Finale 1 | Finale 1 | Finale 2 | Finale 2 | Finale 3 | Finale 3 |
| Athlète      | Épreuve | Points        | Rang          | Points        | Rang          | Points   | Rang     | Points   | Rang     | Points   | Rang     |
| ------------ | ------- | ------------- | ------------- | ------------- | ------------- | -------- | -------- | -------- | -------- | -------- | -------- |
| Sabrina Cass | Femmes  | 62,20         | 21e           | 62,12         | 16e           | Éliminée | Éliminée | Éliminée | Éliminée | Éliminée | Éliminée |

### Ski alpin
| Athlète       | Épreuve      | 1re manche | 1re manche | 2e manche | 2e manche | Total   | Total   |
| Athlète       | Épreuve      | Temps      | Rang       | Temps     | Rang      | Temps   | Rang    |
| ------------- | ------------ | ---------- | ---------- | --------- | --------- | ------- | ------- |
| Michel Macedo | Slalom       | 59 s 88    | 37e        | Abandon   | Abandon   | Abandon | Abandon |
| Michel Macedo | Slalom géant | Forfait    | Forfait    | Forfait   | Forfait   | Forfait | Forfait |

### Ski de fond
| Athlète          | Épreuve                   | Classique         | Classique         | Libre             | Libre             | Total             | Total |
| Athlète          | Épreuve                   | Temps             | Rang              | Temps             | Rang              | Temps             | Rang  |
| ---------------- | ------------------------- | ----------------- | ----------------- | ----------------- | ----------------- | ----------------- | ----- |
| Manex Silva      | Skiathlon (15 km + 15 km) | A concédé un tour | A concédé un tour | A concédé un tour | A concédé un tour | A concédé un tour | 67e   |
| Manex Silva      | 15 km classique           | Non disputé       | Non disputé       | Non disputé       | Non disputé       | 50 min 35 s 1     | 90e   |
| Manex Silva      | 50 km libre               | Non disputé       | Non disputé       | Non disputé       | Non disputé       | 1 h 33 min 11 s 8 | 58e   |
| Jaqueline Mourão | 10 km classique           | Non disputé       | Non disputé       | Non disputé       | Non disputé       | 36 min 14 s 6     | 82e   |
| Eduarda Ribera   | 10 km classique           | Non disputé       | Non disputé       | Non disputé       | Non disputé       | 38 min 58 s 7     | 90e   |

| Athlète                         | Épreuve            | Qualification | Qualification | Quart de finale | Quart de finale | Demi-finale | Demi-finale | Finale    | Finale   |
| Athlète                         | Épreuve            | Temps         | Rang          | Temps           | Rang            | Temps       | Rang        | Temps     | Rang     |
| ------------------------------- | ------------------ | ------------- | ------------- | --------------- | --------------- | ----------- | ----------- | --------- | -------- |
| Manex Silva                     | Individuel hommes  | 3 min 8 s 64  | 71e           | Éliminé         | Éliminé         | Éliminé     | Éliminé     | Éliminé   | Éliminé  |
| Jaqueline Mourão                | Individuel femmes  | 4 min 5 s 60  | 84e           | Éliminée        | Éliminée        | Éliminée    | Éliminée    | Éliminée  | Éliminée |
| Eduarda Ribera                  | Individuel femmes  | 4 min 14 s 53 | 88e           | Éliminée        | Éliminée        | Éliminée    | Éliminée    | Éliminée  | Éliminée |
| Jaqueline Mourão Eduarda Ribera | Par équipes femmes | Non disputé   | Non disputé   | Non disputé     | Non disputé     | LAP         | 12e         | Éliminées | 23e      |